# Zabójstwo małżeństwa Jaroszewiczów

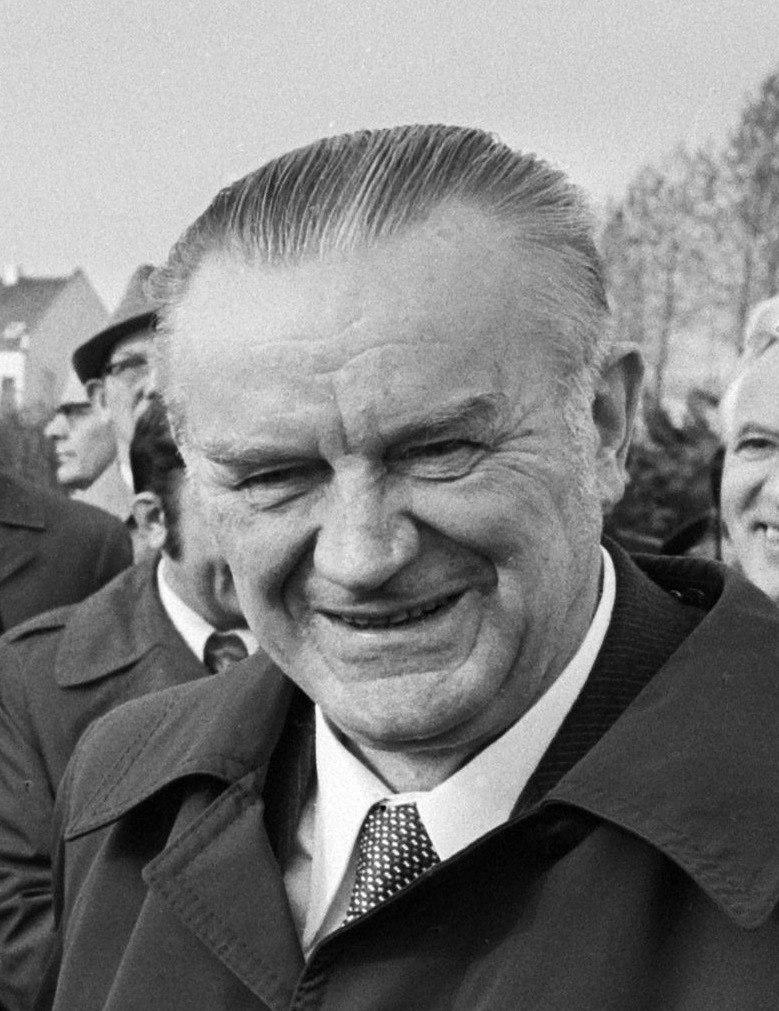
Piotr Jaroszewicz

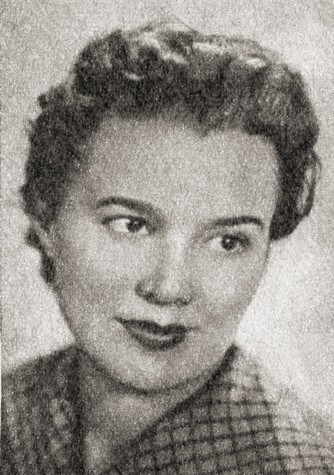
Alicja Solska-Jaroszewicz

Zabójstwo małżeństwa Jaroszewiczów – zbrodnia, która miała miejsce w nocy z 31 sierpnia na 1 września 1992 w warszawskim Aninie.

## Wstęp

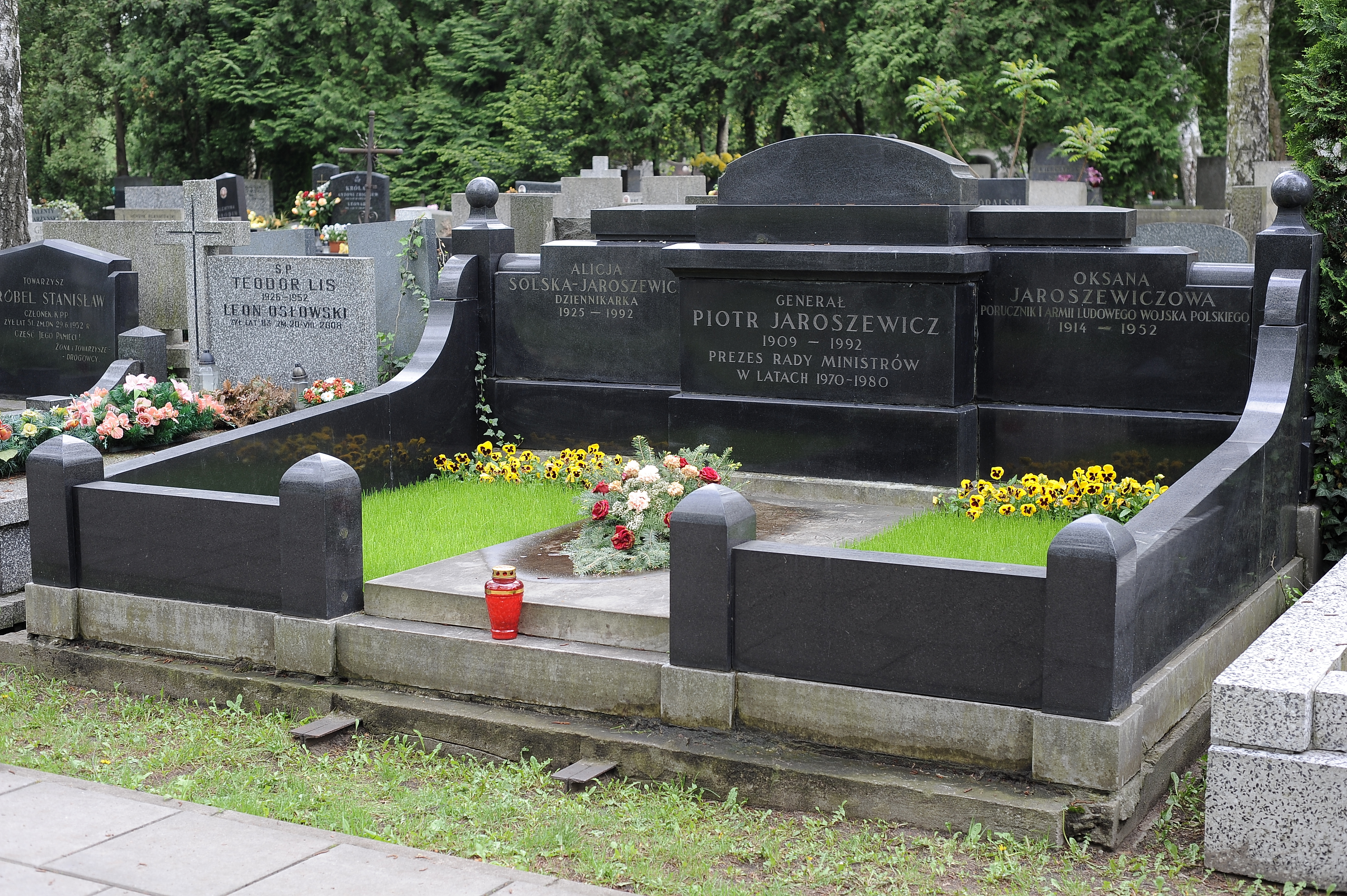
Grób Alicji i Piotra Jaroszewiczów na warszawskim cmentarzu Wojskowym na Powązkach

Piotr Jaroszewicz był premierem w latach 1970–1980, wcześniej natomiast nauczycielem, zastępcą dowódcy 1. Armii ludowego Wojska Polskiego do spraw polityczno-wychowawczych, wiceministrem obrony narodowej, głównym kwatermistrzem Wojska Polskiego, wiceprzewodniczącym Państwowej Komisji Planowania Gospodarczego i wicepremierem.
Po nieoczekiwanym ustąpieniu ze stanowiska premiera, w lutym 1980, pozostał w PZPR do 1981, kiedy to został z tej partii usunięty. W stanie wojennym był internowany.

## Zabójstwo
Piotr Jaroszewicz i jego żona, Alicja Solska-Jaroszewicz, zostali zamordowani w nocy z 31 sierpnia na 1 września 1992, w ich domu w Aninie przy ulicy Zorzy 19. Nie wiadomo, w jaki sposób włamywacze dostali się do jednorodzinnego, stojącego wśród drzew budynku Jaroszewiczów (klucze mieli tylko oni i ich syn, Jan; nie posiadał ich nawet syn Piotra Jaroszewicza z pierwszego małżeństwa, Andrzej). Po gości, z którymi terminy wizyt były wcześniej ustalane, wychodzili sami. Co więcej, Piotr Jaroszewicz zawsze, nawet siedząc w fotelu, miał przy sobie broń. Nie wiadomo też, w jaki sposób zabójcy poradzili sobie ze sznaucerem Jaroszewiczów.
Mordercy spędzili w domu małżeństwa wiele godzin. Byłego premiera okrutnie torturowali, a ranem 1 września zadzierzgnęli ciupagą pasek na jego szyi. Alicję Solską początkowo związali i położyli w łazience, by nad ranem zabić ją strzałem w tył głowy ze sztucera jej męża.
Ciała ofiar odnalazł 1 września około godz. 23:00 ich syn, Jan, który przyszedł do rodziców zaniepokojony tym, że nie odbierają telefonu.

## Śledztwo
Od początku śledztwa założono motyw rabunkowy zbrodni. Nie znajdowało to jednak pokrycia w rzeczywistości: nie splądrowano mieszkania, nie została skradziona biżuteria, kolekcja znaczków pocztowych czy książeczki czekowe. Bałagan mordercy zostawili jedynie w gabinecie Jaroszewicza, co by wskazywało na kradzież jakichś dokumentów – Jan Jaroszewicz stwierdził, że z domu zniknęły notatki ojca. Ponadto prawa ręka byłego premiera nie była związana, być może w celu wskazania albo podpisania czegoś.
Policja ustaliła, mimo że nie było żadnych śladów, które by na to wskazywały, że zabójcy do domu Jaroszewiczów dostali się przez okno na piętrze.
W czynnościach na miejscu zdarzenia (nie był przy nich obecny prokurator) popełniono sporo uchybień: nie zabezpieczono śladów, nie zbadano zamka do drzwi domu, zabrudzeń na drzwiach i ościeżnicach willi, zignorowano zeznania świadka (który powiedział, że widział, jak ranem 1 września z domu Jaroszewiczów wychodziła kobieta i dwóch mężczyzn).

## Proces
W 1994 rozpoczął się proces domniemanych sprawców: Krzysztofa R. (ps. „Faszysta”), Wacława K. (ps. „Niuniek”), Jana K. (ps. „Krzaczek”) i Jana S. (ps. „Sztywny”). Głównym dowodem w sprawie miało być zeznanie konkubiny Krzysztofa R., która zeznała, że on i Wacław K. planowali napad na Piotra Jaroszewicza. Proces zakończył się w roku 2000 prawomocnym uniewinnieniem oskarżonych.

## Hipotezy na temat morderstwa
Tygodnik „Wprost” opublikował informację sugerującą, że śmierć Jaroszewicza ma związek z jego wiedzą na temat barokowego pałacu w Radomierzycach. Podobno do pałacu tego pod koniec II wojny światowej trafiły archiwa Reichssicherheitshauptamt, a w czerwcu 1945 mieli przejąć je Jaroszewicz i kilku innych oficerów – wkrótce potem archiwa zostały wywiezione do ZSRR. Miały się w nich znajdować między innymi dokumenty dotyczące kolaboracji Francji z III Rzeszą lub akta Léona Bluma oraz rodziny Rothschildów. Tymi informacjami zasugerował się dokumentalista Jerzy Rostkowski, który uważa, iż podobne do siebie okoliczności śmierci Jaroszewicza, Tadeusza Stecia i Jerzego Fonkowicza mają związek z tymi archiwami.

## Wznowienie śledztwa i drugi proces
W 2005, w związku z możliwościami oferowanymi przez wprowadzony w 2001 automatyczny system identyfikacji daktyloskopijnej (AFIS, od ang. automated fingerprint identification system), śledztwo zostało wznowione. Pod koniec roku analitycy z zespołu do spraw niewykrytych zabójstw odkryli, że z akt sprawy zaginęły kluczowe dowody, to znaczy trzy folie ze śladami niezidentyfikowanych odcisków palców. Odciski te zostały zebrane na miejscu zabójstwa – na ciupadze, okularach Jaroszewicza i drzwiach szafy znajdującej się w jego gabinecie – i nie należały do Jaroszewiczów, ich rodzin, znajomych ani policjantów. Nie udało się, mimo dwuletnich poszukiwań, odnaleźć tych folii. Znaleziono jedynie zdjęcie odcisków zebranych z ciupagi – jednak próba ustalenia, kto je na niej pozostawił, mimo zastosowania AFIS-u, zakończyła się niepowodzeniem.
W 2007 Biuro Wywiadu Kryminalnego Komendy Głównej Policji postawiło tezę, że zabójstwo Jaroszewiczów miało związek z archiwum hitlerowskim z pałacu w Radomierzycach, którego część Jaroszewicz zatrzymał w 1945 jako pułkownik LWP, gdzie dotarł wraz z Tadeuszem Steciem i Jerzym Fonkowiczem. Według analityków policji dokumenty, które trafiły później do prywatnego archiwum Jaroszewicza, zawierały informacje kompromitujące polityków z różnych krajów.
14 marca 2018 na konferencji prasowej prokurator generalny Zbigniew Ziobro ogłosił, że w związku z zabójstwem zatrzymano trzech podejrzanych, z których dwóch przyznało się do winy i złożyło obszerne wyjaśnienia. W grudniu 2019 skierowano akt oskarżenia przeciwko trzem członkom tzw. gangu karateków. Morderstwo miało być dokonane na tle rabunkowym. W sierpniu 2020 przed Sądem Okręgowym w Warszawie rozpoczął się proces Roberta S., Marcina B. i Dariusza S., którzy wspólnie mieli zabić Piotra Jaroszewicza, zaś Alicję Solską-Jaroszewicz sam Robert S. W listopadzie 2024 sąd uniewinnił oskarżonych od wszystkich zarzuconych im czynów.